# Райковський Броніслав Станіславович
Броніслав Станіславович Райковський (нар. 21 лютого 1957, с. Ялишів, Житомирська область) — український політик. Член КПУ; член Центральної виборчої комісії (з 8 грудня 2004).

## Біографія
Народився 21 лютого 1957  року у селі Ялишів Баранівського району Житомирської області в селянській сім'ї. Поляк.

## Освіта
1985 році — закінчив Харківський юридичний інститут, факультет правознавства, юрист.
Кандидатська дисертація «Вибори та виборчі системи у контексті трансформаційного розвитку українського суспільства» (Миколаївський державний гуманітарний університет ім. П. Могили, 2007 року).

## Кар`єра
- Вересень 1972 року по лютий 1974 року —  учень Полонського СПТУ-5 Хмельницької області.
- Лютий 1974 року по вересень 1975 року —  слюсар — ремонтник Баранівського районного відділення «Сільгосптехніки».
- Листопад 1975 по листопад 1977 року —  служба в армії.
- Січень 1978 по липень 1981 року — страховий агент Баранівської інспекції Держстраху.
- Липень 1978 року по вересень  1980 року -  начальник Лісівського відділення зв'язку Баранівського району.
- Жовтень 1980 року по серпень  1981 року — моторист котка автомехбази № 3 тресту «Київміськшляхбуд № 1», м. Київ.
- Вересень 1981 року по липень  1985 року -  студент Харківського юридичного інституту.
- Серпень 1985 року по травень 1987 року -  слідчий Чугуївського міськрайвідділу внутрішніх справ.
- Травень 1987 року по жовтень  1990 року -  інструктор ідеологічного відділу Чугуївського міськкому КПУ.
- Жовтень 1990 року по травень 1994 року -  адвокат Чугуївської юридичної консультації.
- З травня 2002 року —  генеральний директор адвокатського об'єднання "Українська юридична колегія «Міжнародна правова допомога».
- 17 лютого по 8 грудня 2004 року -  член Центральної виборчої комісії.

## Політична кар`єра
Народний депутат України 2-го скликання з квітня 1994 року  (2-й тур) до квітня 1998 року, Чугуївський виборчій округ № 385, Харківська область, висунутий трудовим колективом. Член фракції комуністів. Голова підкомітету з перспективного прогнозування і наукового обґрунтування правових засобів боротьби з правопорушеннями Комітету з питань законності і правопорядку.
Народний депутат України 3-го скликання з березня 1998 року  до квітня 2002 року  від КПУ, № 74 в списку. На час виборів —  народний депутат України. Член КПУ. 
Член фракції КПУ  травень 1998 року по  грудень 1999 року, член фракції СелПУ грудень 1999 року по  лютий 2000 року, член фракції КПУ з лютого 2000 року. 
Член Комітету з питань правової реформи з липня 1998 року, потім —  Комітет з питань правової політики.
Член Тимчасової спеціальної комісії ВР України з питань дотримання органами державної влади і місцевого самоврядування та їх посадовими особами, Центральною виборчою комісією норм виборчого законодавства під час підготовки і проведення виборів Президента України з травня 1999 року.
Заслужений юрист України - жовтень 2006 року.